# Horizonte Futsal Clube
O Horizonte Futsal Clube também conhecido como Galo do Tabuleiro é um clube brasileiro de Futebol de Salão da cidade de Horizonte_(Ceará), manda seus jogos no Ginásio Poliesportivo Joaquim Domingos Neto. Já conquistou grandes títulos como cinco vezes o Campeonato Cearense de Futsal, quatro vezes a Liga Nordeste de Futsal, uma Taça Brasil de Futsal ( 1º Divisão ) e uma Copa do Brasil de Futsal. 

## História
Conhecido por sua ascensão e se tornando umas das potências do futebol cearense, o Horizonte F.C. resolveu em 2007 juntamente com o seu patrocinador (a prefeitura da cidade), fundar a equipe de futsal.

### Primeiros anos
No ano de 2007 o novato Horizonte surpreendeu e chegou a final do Campeonato Cearense de Futsal onde enfrentou a equipe de Granja/CE e acabou ficando com o vice-campeonato.
Em 2008 a equipe comandada por Aires participou do Campeonato Cearense de Futsal não obtendo êxito. Ainda naquele ano o Horizonte viajou para a cidade de Moita Bonita-SE e voltou de lá com o seu primeiro grande título a Liga Nordeste de Futsal ao vencer o Itabaiana/SE por 3x2 na final. O Galo também foi campeão do Zonal Nordeste da Taça Brasil de Clubes.
Em 2009 o então Campeão do Nordeste, participa pela terceira vez do Estadual e com uma equipe forte chegou a sua segunda final, disputou com o Fortaleza o título no Ginásio Paulo Sarasate. No primeiro jogo ocorreu um empate por 3x3, já no segundo um novo empate dessa vez por 0x0 a glória horizontina só veio após as cobranças de pênaltis vencida por 6 a 5. Nesse mesmo ano participou de sua primeira competição nacional a IV Superliga de Futsal realizada na cidade de Concórdia-SC estreou com um empate por 2x2 com V&M Minas-MG, no segundo jogo venceu por 7x3 a equipe do Concórdia-SC. No terceiro jogo o Horizonte enfrentou a equipe do Malwee do craque Falcão e sabendo disso a equipe horizontina atuou de modo defensivo, mesmo assim acabou derrotado por 1x0. O empate do V&M Minas-MG no outro jogo garantiu o Horizonte na semifinal onde enfrentou a Cresspom-DF no tempo normal houve um empate por 2x2 na prorrogação o Galo foi superado por 2x1. Nessa mesma competição a equipe conquistou o Troféu Fair Play como a equipe mais disciplinada.

### Década de 2010
Em 2010 o Horizonte continuava sua fatura de títulos primeiro foi campeão da Copa Metropolitana de Futsal ao vencer o Crateús por 4x3. Entrou no Campeonato Cearense de Futsal com status de atual campeão e não decepcionou chegando a sua terceira final, dessa vez o adversário foi o Quixeramobim/CE no primeiro jogo vitória horizontina por 3x1 já no segundo o empate por 1x1 garantiu ao Horizonte o título de bicampeão estadual. Participou da Liga Nordeste de Futsal ficando apenas em 4º lugar e da 37° Taça Brasil de Futsal - Divisão Especial pela segunda vez em uma competição nacional o Horizonte teve dificuldade e com uma campanha abaixo do esperado acabou descendo para 1° divisão da competição com apenas uma vitória e três derrotas.
Em 2011 o Horizonte não conseguiu chegar as finais do Campeonato Cearense de Futsal, mas foi sucesso fora do estado primeiro em Paulo Afonso/BA aonde disputou novamente a Liga Nordeste de Futsal chegou a sua segunda final tendo o Real Moitense-SE pela frente e quem vencesse seria o primeiro bicampeão do Nordeste, o Galo não deu chances e goleou por 5x2 a equipe sergipana sagrando-se primeiro Bicampeão do Nordeste de Futsal. Com o objetivo de botar novamente o estado do Ceará na elite do futsal brasileiro, o clube horizontino entrou na 38° Taça Brasil de Futsal - 1° Divisão. No primeiro jogo perdeu para  a Esmac-PA por 5x4, no segundo empatou com o Falcão 12-TO por 2x2, já no terceiro venceu o Três Lagoas-MS por 5x3 e no último jogo classificatório venceu o Paulo Afonso-BA por 2x0. Chegando a semifinal o Horizonte estava a uma partida da elite novamente, pela frente o Cruzeiro-RN um jogo difícil mas no fim o Galo pode comemorar a vaga na final e na elite do futsal novamente ao vencer por 2x1. Na final novamente a Esmac-PA que vinha embalada e venceu o Horizonte por 6x0, mas nem a goleada tirou a alegria do Galo ter posto novamente o estado na elite do futsal brasileiro.
Em 2012 o Horizonte passou em branco novamente no Campeonato Cearense de Futsal, e participou da VII Superliga de Futsal que foi realizada na cidade de Joinville-SC logo na estreia o Galo do Tabuleiro enfrentou a Krona time da casa e com vários jogadores da seleção brasileira de futsal, além do ginásio lotado nada disso surtiu efeito e o Horizonte venceu de virada por 2x1 supreendendo todos. Foi superado na sequência pelo Mazza-DF por 3x2 e encerrou com um empate por 2x2 com o São Caetano-SP sua participação na Superliga de 2012.
Em 2013 o Horizonte voltou a mostra sua força no futsal e chegou a sua quarta final de Campeonato Cearense de Futsal, porém o sonho do tricampeonato foi adiado mais uma vez ao ser derrotado duas vezes pelo Crateús.
Em 2014 o Horizonte disputou a 41° Taça Brasil de Futsal - Divisão Especial realizada na cidade de Crateús/CE, conquistou grandes resultados como a vitória por 6x2 sobre a Copgril/PR e 4x3 sobre o Carlos Barbosa/RS chegando a semifinal contra a  Krona Futsal/SC sendo superado por 2x1. Ficando na terceira colocação geral da competição. Pela Copa Metropolitana de Futsal, o Horizonte fez campanha quase perfeita tendo apenas uma derrota, disputou a final diante da equipe do Maranguape logo após a sua participação na 41° Taça Brasil de Futsal no dia 28/04 goleando o time adversário por 4x1 e voltando a comemorar um título após mais de dois anos batendo na trave. Sagrando-se bicampeão metropolitano de futsal. Novamente disputando o Campeonato Cearense de Futsal caiu para a equipe do Crateús nas semifinais após uma disputa de pênaltis. Em novembro volta a disputar a Liga Nordeste na sua 10° edição na cidade de Luiz Eduardo Magalhães na Bahia, sagrou-se tricampeão invicto após vencer o Real Moitense de Sergipe por 4 a 3 na final, marcando o gol da vitória faltando 40 segundos para o fim, além disso conquistou a vaga para a Superliga de Futsal em 2015. Antes de 2014 acabar foi vice-campeão da II Copa TV Verdes Mares de Futsal.
Em 2015 o Horizonte Futsal fez uma ótima campanha no Campeonato Cearense de Futsal, sendo vice no 1º turno, campeão no 2º turno garantindo uma vaga na final diante do Grêmio Recreativo Pague Menos, vencendo os dois jogos e conquistando o tricampeonato estadual.
Em 2016 o Horizonte Futsal manteve sua hegemonia no futsal cearense, ao conquistar o tetracampeonato cearense tornando-se o terceiro time de futsal com mais títulos no estado, perdendo apenas para o Sumov com 22 títulos e América com 8 títulos. Para isso o time horizontino venceu o primeiro jogo contra  o Tianguá Futsal por 4x2, no jogo da volta o Horizonte perdeu no tempo normal por 5x1 mas na prorrogação o Horizonte fez 2x0 levando o 4º título estadual. Em Maio participou da Taça Brasil - 2º Divisão, que foi realizada na própria cidade de Horizonte-CE, acabou ficando com o vice-campeonato, mas colocou novamente o Ceará na 1º divisão. No final do ano o Horizonte Futsal participou da 4º Copa TV Verdes Mares de Futsal, chegando a sua terceira final seguida, depois de dois vices ( 2014 e 2015 ) finalmente o time de futsal horizontino venceu o Mombaça nas penalidades e faturou seu primeiro título na competição.
Em 2017 o Horizonte completou 10 anos de fundação, maduro e consolidado no futsal cearense, o Galo do Tabuleiro começou ganhando a Copa do Estado do Ceará em cima do Grêmio Recreativo, o que deu o direito do Horizonte participar da Liga Nordeste 2017. Em seguida o Horizonte fez história ao conquistar seu primeiro título nacional, a Taça Brasil de Futsal ( 1º Divisão ), foi uma disputa em pontos corridos, no último jogo o Galo venceu a equipe do Náutico de Pernambuco.
Mostrando o valor do futsal cearense, o Horizonte venceu a 1º Copa do Brasil de Futsal, conquistando seu segundo título nacional em 2017. Com uma vitória na prorrogação em cima do Tubarão Futsal do Estado do Pará. O Galo do Tabuleiro conquistou seu quinto título estadual ao ganhar os dois turnos do certame e pela primeira vez conquista o Intermunicipal de Futsal ao vencer o Russas. Na Liga Nordeste de Futsal conquistou o tetracampeonato ao vencer duas vezes o Brejo do Cruz da Paraíba. 

## Títulos
| NACIONAIS       | NACIONAIS                                 | NACIONAIS | NACIONAIS                           |
| --------------- | ----------------------------------------- | --------- | ----------------------------------- |
| Competição      | Competição                                | Títulos   | Temporadas                          |
|                 | Taça Brasil de Futsal                     | 1         | 2017                                |
|                 | Copa do Brasil de Futsal                  | 1         | 2017                                |
| REGIONAIS       |                                           |           |                                     |
| Competição      | Competição                                | Títulos   | Temporadas                          |
|                 | Liga Nordeste de Futsal                   | 4         | 2008, 2011, 2014 e 2017             |
| ESTADUAIS       |                                           |           |                                     |
| Competição      | Competição                                | Títulos   | Temporadas                          |
|                 | Campeonato Cearense de Futsal             | 6         | 2009, 2010, 2015, 2016, 2017 e 2018 |
|                 | Copa do Estado do Ceará de Futsal         | 1         | 2017                                |
| INTERMUNICIPAIS |                                           |           |                                     |
| Competição      | Competição                                | Títulos   | Temporadas                          |
|                 | Intermunicipal de Futsal                  | 1         | 2017                                |
| MUNICIPAIS      |                                           |           |                                     |
| Competição      | Competição                                | Títulos   | Temporadas                          |
|                 | Copa Metropolitana de Futsal - Série Ouro | 2         | 2010 e 2014                         |
|                 | Copa TV Verdes Mares de Futsal            | 1         | 2016                                |

## Participações em competições

### Estaduais
- Campeonato Cearense de Futsal: 2007, 2008, 2009, 2010, 2011, 2012, 2013, 2014, 2015, 2016 e 2017.
- Copa Metropolitana de Futsal: 2009, 2010, 2011, 2012, 2013, 2014 e 2015.
- Copa TV Verdes Mares de Futsal: 2013, 2014, 2015 e 2016.
- Copa do Estado do Ceará de Futsal: 2017.
- Copa TV Diário de Futsal: 2017.
- Intermunicipal de Futsal: 2017.

### Regionais
- Liga Nordeste de Futsal: 2008, 2010, 2011, 2014 e 2017.

### Nacionais
- Superliga de Futsal: 2009, 2012 e 2015.
- Taça Brasil de Futsal - Divisão Especial: 2010 e 2014.
- Taça Brasil de Futsal - 1° Divisão: 2011 e 2017.
- Taça Brasil de Futsal - 2° Divisão: 2016.
- Copa do Brasil de Futsal: 2017.
- Supercopa do Brasil de Futsal: 2018.